# Atlantis – Milos återkomst
Atlantis – Milos återkomst (engelska: Atlantis: Milo's Return) är en amerikansk långfilm från 2003 i regi av Victor Cook, Toby Shelton och Tad Stones, med James Arnold Taylor, Cree Summer, John Mahoney och Jacqueline Obradors i rollerna. Filmen är en uppföljare till biofilmen Atlantis – En försvunnen värld.

## Handling
Efter nedgången i den atlantiska kulturen efter sjunken, använder Kida, som nu hade blivit drottning och gift med Milo Thatch, Atlantis hjärta för att återställa sin stads tidigare ära. Plötsligt kommer Milos kamrater och Mr. Whitmore i Atlantis; medan deras ankomst är oväntad, välkomnar atlanterna deras gamla vänner. Tyvärr har de kommit för att informera dem om en mystisk varelse som orsakar problem på ytan. Kida misstänker att varelsen kan vara atlantisk. De anländer till Trondheim, Norge och upptäcker att det mystiska problemet i själva verket är varelsen som kallas Kraken, som hade attackerat fraktare och tog lasten till en klippnadsby. Först antar de att det är en gammal atlantisk krigsmaskin som har gått vildsint (som Leviathan från den tidigare filmen), men de upptäcker att stadsmäklaren Edgar Volgud verkar vara styrande av Kraken. De lär sig snart att Kraken själv är befälhavaren, har gjort en överenskommelse med Volgud. När de blåser upp Kraken, sönderfaller mannen och andan i byn återställs.
Under tiden lär sig Kida om omvärlden och anpassar sig. Men hon känner fortfarande sig skyldig, eftersom det fortfarande kan finnas andra atlantiska krigsmaskiner i världen som orsakar problem, som Leviathan. Deras nästa mysterium ligger i sydvästra USA, där man involverar coyote-andar som motsätter sig dem. De hittar senare en dold stad i Arizona som innehåller en staty som liknar atlantiska arkitektur mycket. Tyvärr avser Ashton Carnaby, en mycket snygg affärsägare, att plyla platsen för sina värdesaker, men andarna gör honom sedan till en av dem. En man vid namn Chakashi, som är en indiansk vindande, litar på dem med kunskapen om deras fristad och informerar Kida om att hon kan välja Atlantis öde.
När äventyrarna återvänder hem, upptäcker de att en av Whitmores gamla konkurrenter, Erik Hellström, trodde sig själv vara den norske guden Oden. 
På natten, stjäl Hellström en av hans ägodelar, ett gammalt spjut som kallas Gungnir, förmodligen en artefakt av Atlantisk ursprung. När de spårar honom ner i de fria nordiska bergen, antar han att Kida är hans långt förlorade dotter och kidnappar henne. Han klär henne i norska kläder och förklarar att hans avsikter är att avsluta världen i Ragnarök. Han skapar ett lavaodjur och ett isodjur för att förstöra världen, men välplacerade sprängämnen, som används av Vinny, distraherar monstrerna tillräckligt länge för att Kida ska hämta spjutet och besegra odjuren. Under dessa eskapader, kommer Kida till en större förståelse för hur kraftfullt den atlantiska kristallen är och att hon måste välja mellan att gömma den och dela den med resten av mänskligheten.
Efter att ha hämtat spjutet inser Kida att hennes far hade fel om att dölja kristallen från mänskligheten. Hon kombinerar spjutet med hjärtkristallen och lyfter Atlantis över vattnet. Två fiskare blir chockade när de plötsligt ser en hel stad stiga framför dem. Till slut, ligger Atlantis över vattnet för första gången på över nio tusen år. Mr. Whitmore berättar att från och med då var världen en bättre plats.

## Rollista
| Figur                                                                                     | Engelsk röst             | Svensk röst              |
| ----------------------------------------------------------------------------------------- | ------------------------ | ------------------------ |
| Kung Milo James Thatch                                                                    | James Arnold Taylor      | Linus Wahlgren           |
| Drottning Kidagakash "Kida" Nedakh-Thatch                                                 | Cree Summer              | Sara Sommerfeld          |
| Preston B. Whitmore                                                                       | John Mahoney             | Per Myrberg              |
| Audrey Rocio Ramírez                                                                      | Jacqueline Obradors      | Frida Nilsson            |
| Gaetan "Mullvaden" Molière (Gaetan "Mole" Molière i original)                             | Corey Burton             | Anders Öjebo             |
| Vincenzo "Vinny" Santorini                                                                | Don Novello              | Michalis Koutsogiannakis |
| Dr. Joshua Strongbear Fiin (Dr. Joshua Strongbear Sweet i original)                       | Phil Morris              | Mikael Persbrandt        |
| Obby                                                                                      | Frank Welker             | Ricardo Tejedo           |
| Wilhelmina Bertha Packard                                                                 | Florence Stanley         | Gunvor Pontén            |
| Jebidiah Allardyce "Kakan" Farnsworth (Jebidiah Allardyce "Cookie" Farnsworth i original) | Steve Barr               | Hans Lindgren            |
| Edgar Volgud                                                                              | Clancy Brown             | Hans-Peter Edh           |
| Inger Eliassen                                                                            | Jean Gilpin              | Ayla Kabaca              |
| Ashton Carnaby                                                                            | Thomas F. Wilson         | Anders Byström           |
| Chakashi                                                                                  | Floyd Red Crow Westerman | Jan Koldenius            |
| Sam McKeane                                                                               | Jeff Bennett             | Sölve Dogertz            |
| Erik "Oden" Hellström (Erik "Odin" Hellstrom i original)                                  | W. Morgan Sheppard       | Håkan Skoog              |
| Mantell                                                                                   | Frank Welker             | Ingemar Carlehed         |
| Sjöman                                                                                    | Kai Rune Larson          | Ivar Nergaard            |
| Gunnar                                                                                    | Kai Rune Larson          | Erik Skøld               |
| Sven                                                                                      | Bill Fagerbakke          | Per Skjølsvik            |
| Sjuksköterska                                                                             | Jacqueline Obradors      | Ayla Kabaca              |

### Fotnoter
1. ↑  ”Atlantis – Milos återkomst”. Disneyania. 24 maj 2002. http://www.d-zine.se/filmer/atlantis2.htm. Läst 20 augusti 2016.